# General Pánfilo Natera
General Pánfilo Natera är en ort i Mexiko.   Den ligger i kommunen General Pánfilo Natera och delstaten Zacatecas, i den centrala delen av landet, 500 km nordväst om huvudstaden Mexico City. General Pánfilo Natera ligger 2 105 meter över havet och antalet invånare är 4 176.
Terrängen runt General Pánfilo Natera är huvudsakligen platt, men norrut är den kuperad. Terrängen runt General Pánfilo Natera sluttar österut. Runt General Pánfilo Natera är det ganska tätbefolkat, med 52 invånare per kvadratkilometer. General Pánfilo Natera är det största samhället i trakten. Omgivningarna runt General Pánfilo Natera är i huvudsak ett öppet busklandskap.